# Herman Skjerven
Hermund „Herman” Skjerven (ur. 27 października 1872 w Hafslo w gminie Luster, zm. 14 marca 1952 w Grorud) – norweski strzelec, olimpijczyk.
Uczestnik Letnich Igrzysk Olimpijskich 1912, na których wystartował w jednej konkurencji. Zajął 62. miejsce w karabinie wojskowym w trzech postawach z 300 m (startowało 91 strzelców).

## Wyniki

### Igrzyska olimpijskie
| Igrzyska       | Konkurencja                           | Wynik           | Miejsce | Źródło |
| -------------- | ------------------------------------- | --------------- | ------- | ------ |
| Sztokholm 1912 | Karabin wojskowy, trzy postawy, 300 m | 71 pkt. (41–30) | 62      | [ 1 ]  |